# Karel Snoeckx
Karel Snoeckx (29 ottobre 1973) è un ex calciatore belga, di ruolo difensore.

## Carriera

### Club
Snoeckx giocò, a livello giovanile, con le maglie di Turnhout e Lierse. Con quest'ultimo club, poté esordire anche in prima squadra. Militò poi nelle file di Lokeren e nuovamente al Lierse.
Nel 2003, passò in prestito ai norvegesi del Vålerenga. Esordì nella Tippeligaen il 14 settembre, quando fu titolare nel pareggio casalingo per 1-1 contro il Bodø/Glimt. Giocò altri 5 incontri nella massima divisione norvegese, con questa maglia.
Tornò poi in Belgio, per giocare nel Germinal Beerschot e, nel 2006, in prestito al Lierse. Si trasferì poi a titolo definitivo al Beveren, dove rimase fino al 2008. Proprio nel 2008, lasciò il calcio professionistico, accordandosi con lo Hoogstraten. Passò poi al Lille e al White Star Schorvoort.

### Nazionale
Snoeckx giocò una partita per il Belgio, nel 1996.